# Nombre premier tronquable
En mathématiques récréatives, (dans une base donnée, souvent la base dix), un nombre premier est dit tronquable :
- à gauche  s'il ne contient pas 0 et si, lorsqu'on enlève un par un ses chiffres à partir de la gauche, tous les nombres obtenus sont premiers
- à droite si, lorsqu'on enlève un par un ses chiffres à partir de la droite, tous les nombres obtenus sont premiers.

## Base dix
Un nombre premier est tronquable :
- à gauche  s'il ne contient pas 0 et si, lorsqu'on enlève un par un ses chiffres à partir de la gauche, tous les nombres obtenus sont premiers. Par exemple 9137, puisque 9137, 137, 37 et 7 sont tous premiers.
- à droite si, lorsqu'on enlève un par un ses chiffres à partir de la droite, tous les nombres obtenus sont premiers. Par exemple 7393, car 7393, 739, 73 et 7 sont tous premiers.

### Décomptes
Il y a exactement 4 260 nombres premiers tronquables à gauche (2, 3, 5, 7, 13, 17, 23, 37, 43, 47, 53, 67, 73, 83, 97, 113, … et 357 686 312 646 216 567 629 137 : suite A024785 de l'OEIS) et 83 nombres premiers tronquables à droite (2, 3, 5, 7, 23, 29, 31, 37, 53, 59, 71, 73, 79, 233, 239, … et 73 939 133 : suite A024770 de l'OEIS).
Tous les nombres premiers supérieurs à 5 finissent par le chiffre 1, 3, 7 ou 9 donc un nombre premier tronquable à droite ne peut contenir que ces chiffres, après le premier chiffre.
Les 15 nombres premiers tronquables à la fois à gauche et à droite, appelés les « nombres premiers recto-verso »[réf. nécessaire], sont 	2, 3, 5, 7, 23, 37, 53, 73, 313, 317, 373, 797, 3 137, 3 797 et 739 397 (suite A020994 de l'OEIS).
Un nombre premier tronquable à gauche est dit « restreint »[réf. nécessaire] si toutes ses extensions à gauche sont composées, c'est-à-dire qu'il n'y a pas d'autre premier tronquable à gauche dont ce premier est la « queue » tronquée. Ainsi, 7 939 est un premier tronquable à gauche restreint, parce que les neuf nombres composés de 5 chiffres se terminant en 7939 sont tous composés, alors que 3 797 est un premier tronquable à gauche non restreint, car 33 797 est aussi premier. Il y a 1442 premiers tronquables à gauche restreints (2, 5, 773, 3 373, etc. : suite A240768 de l'OEIS).
On définit de même les nombres premiers tronquables à droite restreints[réf. nécessaire]. Il y en a 27 (53, 317, 599, 797, 2 393, etc. : suite A239747 de l'OEIS).
Alors que la primalité d'un nombre ne dépend pas du système de numération utilisé, l'ensemble des nombres premiers tronquables dépend de la base. Une variante consiste à enlever au moins 2 chiffres décimaux à la fois. Ceci équivaut à utiliser comme base cent ou une plus grande puissance de dix, avec la restriction que les chiffres en base 10n doivent être au moins 10n−1, pour que le nombre décimal correspondant (à n chiffres)  ne commence pas par 0.

## Autres bases
- Si vous ne connaissez pas le sujet, laissez ce bandeau (vous pouvez alors contacter les auteurs).
- Si vous supprimez le contenu mis en cause (vous pouvez préalablement contacter les auteurs),

argumentez précisément cette suppression dans la page de discussion
(un manque de référence n'est pas un argument ; une recherche réelle de référence doit avoir été effectuée, être formellement documentée).

### Base douze
En base douze, en notant deux et trois inversés les chiffres dix et onze, respectivement, les nombres premiers tronquables sont :
- à gauche : 2, 3, 5, 7, Ɛ, 15, 17, 1Ɛ, 25, 27, 35, 37, 3Ɛ, 45, 4Ɛ, 57, 5Ɛ, 67, 6Ɛ, 75, 85, 87, 8Ɛ, 95, ᘔ7, Ɛ5, Ɛ7, 117, etc.
- à droite : 2, 3, 5, 7, Ɛ, 25, 27, 31, 35, 37, 3Ɛ, 51, 57, 5Ɛ, 75, Ɛ5, Ɛ7, 251, 255, 25Ɛ, 271, 277, 27Ɛ, 315, 357, etc.

Un nombre premier tronquable à droite en base 12 ne peut contenir que les chiffres 1, 5, 7 et Ɛ après le premier chiffre, et celui-ci ne peut être 1.